# 광주 이씨
광주 이씨(廣州李氏)는 경기도 광주시를 본관으로 하는 한국의 성씨이다.

## 역사
광주 이씨(廣州 李氏) 시조 이자성(李自成)은 신라 내물왕 때 내사령(內史令)을 지냈다고 한다.
중시조 이당(李唐)이 고려 말 국자감(國子監) 생원시(生員試)에 합격했고, 조선조에 자헌대부(資憲大夫) 이조판서(吏曹判書) 겸 지의금부사(知義禁府事)에 증직되었다. 이당의 차남 이집(李集)이 1355년(공민왕 4년) 과거에 급제하여 판전교시사(判典校寺事)에 임명되었다.
광주 이씨는 조선시대에 문과 급제자 188명, 상신 5명, 공신 11명, 대제학 2명, 청백리 5명, 종묘배향공신 1명을 배출했다.
이집의 장남 이지직(李之直)이 1380년(우왕 6년) 과거에 급제하여 참의(參議)가 되었고, 차남 이지강(李之剛)은 의정부참찬 겸 대사헌을 지냈으며, 셋째 아들 이지유(李之柔)는 성주목사를 지냈다. 이지직의 둘째 아들 이인손(李仁孫)은 세조 때 우의정, 셋째 아들 이예손(李禮孫)은 참판을 지냈다. 이인손의 5남 이극균(李克均)이 1503년에 좌의정에 올랐고, 이극균의 현손인 이덕형(李德馨)은 영의정에 올랐다.

## 기원
광주 이씨 족보에 의하면
광주 이씨 조상들은 신라 칠원(현재의 경상남도 함안군)에서 일종의 부족 사회를 이루고 살았던 것으로 기록되어 있다. 이자성(李自成)을 시조로 하여 내려온 칠원성은 신라의 모든 성이 고려 왕건에게 항복한 뒤에도 마의태자만을 왕으로 섬길 뿐 왕건에게는 굽힐 수 없다하여 끝까지 항거하였다. 왕건은 대군을 이끌고 칠원성을 함락시키고 이씨성을 가진 일족들을 모두 체포하여 회안(현재의 경기도 광주 북부를 일컬음)지방 관헌들에게 노비로 삼도록 하였다. 이후 여러 세대에 걸쳐 광주 지방의 노비 중에 이씨 성을 가진 사람들이 대대로 재주가 있고 덕망이 높다고 알려지면서, 이를 동정한 관리들이 그들의 신분을 높여주었다. 고려 말엽에 이르러서는 더러 과거에 급제하여 벼슬을 하는 사람들도 생기게 되었다. 이 중에 이당(李唐)이 고을 원님의 아전을 살고 있었는데, 그 원님의 딸과 혼인을 맺어 그들 사이에서 대대로 재주가 있고 덕망이 높은 자손들이 번창하였다. 이당(李唐)의 아들 다섯이 다같이 과거에 급제하였고 다섯 아들 중 둘째가 유명한 둔촌(遁村) 이집 선생으로 고려말 정몽주 등과 함께 높은 학문으로 이름을 날렸고 그의 집이 있던 고을은 그의 이름을 따서 오늘날 서울의 둔촌동이 되었다. 둔촌동에는 지금까지도 그가 살던 유적지와 그와 관련된 전설들이 전해져 내려오고 있다. 광주이씨(廣州李氏)의 조상 중에서 오늘날 기록이 확실히 남아있는 사람이 한음의 8대조 되는 둔촌(遁村) 이집 선생이므로 대부분의 광주이씨 들은 이당(李唐)을 시조로 하고 둔촌을 광주 이씨의 제1대로 기록하고 있다.

## 본관
처음에는 본관을 회안으로 칭관하다가, 940년 지명이 광주로 개칭됨에 따라 광주를 관향으로 삼게 되었다.

## 분파
율정공종회, 둔촌공종회, 십운과공종회, 석탄공종회, 암탄공종회가 있다.

- 이익비(李益庇) → 중시조
  - 이관의(李寬義) → 율정공파(栗亭公派)
  - 이건(李虔, 초명 自齡) → 십운과공파(十韻科公派)
- 이익강(李益康) → 중시조
  - 이양중(李養中) → 석탄공파(石灘公派)
  - 이양몽(李養蒙) → 암탄공파(巖灘公派)
- 1세 이당(李唐) → 둔촌 계열 중시조 
  - 2세 이집(李集) 
    - 3세 이지직(李之直)
      - 4세 이장손 → 사인공파(舍人公派)
      - 4세 이인손(李仁孫)
        - 5세 이극배 →  광릉부원군파(廣陵府院君派)
        - 5세 이극감(李克堪) → 문경공파(文景公派)
        - 5세 이극증(李克增) → 광천군파(廣川君派)
        - 5세 이극돈(李克墩) → 광원군파(廣原君派)
        - 5세 이극균(李克均) →  좌의정공파(左議政公派)

      - 4세 이예손(李禮孫)
        - 5세 이극기 → 참판공파(參判公派)
        - 5세 이극견(李克堅) → 좌통례공파(左通禮公派)

    - 3세 이지강(李之剛) → 문숙공파(文肅公派)
    - 3세 이지유(李之柔) → 목사공파(牧使公派)

## 항렬자
- 대동항렬(중시조로 1세)

| 17세     | 18세   | 19세     | 20세   | 21세     | 22세   | 23세     | 24세   | 25세     | 26세   | 27세     | 28세   | 29세     | 30세   | 31세     | 32세   | 33세     | 34세   | 35세     | 36세   | 37세     | 38세   | 39세     | 40세   | 41세     | 42세   | 43세     |
| -------- | ------ | -------- | ------ | -------- | ------ | -------- | ------ | -------- | ------ | -------- | ------ | -------- | ------ | -------- | ------ | -------- | ------ | -------- | ------ | -------- | ------ | -------- | ------ | -------- | ------ | -------- |
| 口회(會) | 병(秉) | 口래(來) | 용(容) | 口재(載) | 종(鍾) | 口수(洙) | 주(柱) | 口희(熙) | 규(圭) | 口현(鉉) | 해(海) | 口식(植) | 남(南) | 口옥(玉) | 선(善) | 口택(澤) | 영(榮) | 口섭(燮) | 재(在) | 口호(鎬) | 홍(洪) | 口상(相) | 형(炯) | 口곤(坤) | 동(銅) | 口철(澈) |

## 집성촌
- 경기도 광주시 곤지암읍 유사리
- 경기도 광주시 곤지암읍 만선리
- 경기도 광주시 곤지암읍 연곡리
- 경기도 광주시 초월읍 무갑리
- 경기도 용인시 처인구 모현읍
- 경기도 용인시 수지구 고기동
- 경기도 양평군 지평면 향교마을
- 전북특별자치도 고창군 해리면 사반리
- 전라남도 장흥군 용산면 덕제리
- 전라남도 장흥군 용산면 모산리
- 전라남도 보성군 득량면 오봉리
- 전라남도 보성군 조성면 대곡리
- 전라남도 보성군 복내면 봉천리
- 전라남도 진도군 임회면 죽림리
- 경상북도 칠곡군 왜관읍 매원리
- 경상남도 창녕군 계성면 신당리
- 경상남도 하동군 화개면 삼신리
- 황해도 신계군 마서면 양곡리
- 평안북도 의주군 옥당면 당목동

## 인구
- 1985년 33,816가구 141,831명
- 2000년 48,811가구 158,249명
- 2015년 181,377명